# Abbot (kráter)

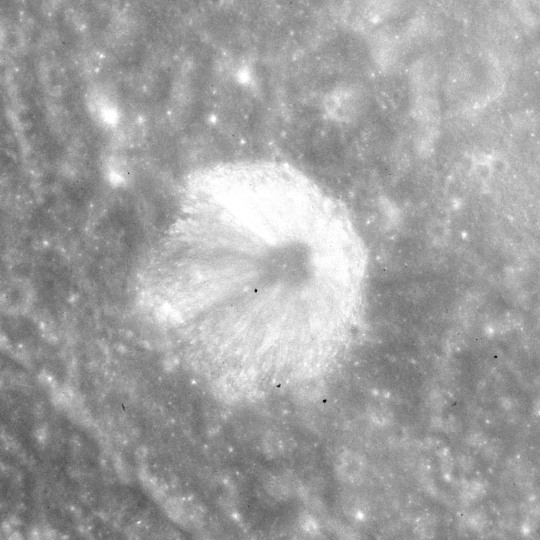

Abbot je malý měsíční impaktní kráter, který leží mezi Mare Fecunditatis na jihu a Mare Crisium na severu. Jedná se o kruhový kráter s vnitřkem ve tvaru šálku. Stěny se svažují dolů ke středu kráteru, jsou hladké a bez narušení jinými malými krátery.
Abbot je pojmenován po americkém astrofyzikovi Charlesi Greeley Abbotovi.